# Shane Lechler
 Edward Shane Lechler [ʃeɪn ˈlɛklər] (* 7. August 1976 in Sealy, Texas) ist ein ehemaliger US-amerikanischer American-Football-Spieler auf der Position des Punters. Nachdem er am College für die Texas A&M Aggies gespielt hatte, verbrachte er insgesamt 18 Saisons in der National Football League, wo er für die Oakland Raiders sowie die Houston Texans zum Einsatz kam.

## Frühe Jahre
Lechler besuchte die High School im texanischen East Bernard, wo er in der Football-Mannschaft als Quarterback, Kicker und Punter eingesetzt wurde. Während seiner Highschool-Zeit kam er auf einen Durchschnitt auf 41,6 Yards pro Punt, der weiteste Punt lag bei 85 Yards. Zusätzlich zum American Football spielte Lechler auch Basketball, Baseball und Golf.

## College
Am 30. Juni 1995 nahm Lechler ein Angebot der Texas A&M University an und wurde ab 1996 ein Teil der Texas A&M Aggies, welche zu der Zeit in der Big 12 Conference spielten. Wurde er im Vorfeld in den Scouting-Berichten noch als Quarterback geführt, kam er für die Aggies vor allem als Punter zum Einsatz, ebenso übernahm er die Rolle des Kickoff Specialists sowie des Holders.
In seinem Freshman-Jahr kam er auf 72 Punts für 3.074 Yards, was 42,7 Yards pro Punt entspricht. Die Aggies beendeten die Saison mit einer ausgeglichenen Saison von je sechs Siegen und Niederlagen. Zum Abschluss der Saison wurde er als All-American unter den Freshmen ausgezeichnet.
1997 konnte er als Sophomore seinen Schnitt auf 47,0 Yards pro Punt verbessern, bei 56 Versuchen kam er auf 2.631 Yards Raumgewinn. Dieser Durchschnitt bedeutete einen neuen schulinternen Rekord. Texas A&M schloss die Saison mit neun Siegen und vier Niederlagen ab, wobei das Big 12-Endspiel gegen die Nebraska Cornhuskers mit 15:54 verloren ging. Den Aggies gelang am Ende der Saison der Einzug in den Cotton Bowl, wo man sich mit 23:29 den UCLA Bruins geschlagen geben musste. Am Ende der Saison wurde Lechler in das All-Star-Team der Big 12 Conference gewählt.
In seiner Junior-Saison 1998 kam Lechler auf 80 Punts für 3.485 Yards, was einem Durchschnitt von 43,6 Yards pro Punt entspricht. Außerdem trat er zu einem Field Goal an, welches er nicht verwandeln konnte. Dafür brachte er bei zwei Fake-Spielzügen einen Pass an seine Mitspieler an. Dabei gelang ihm gegen die Texas Tech Red Raiders ein Touchdown-Pass. Von The Sporting News wurde er am Ende der Saison als All-American gekürt. Mit einer Bilanz von zehn Siegen und zwei Niederlagen in der Regular Season wurde erneut das Big 12-Endspiel erreicht. Gegner waren diesmal die Kansas State Wildcats, die Aggies konnten sich mit 36:33 durchsetzen und gewannen erstmals das Big 12 Championship Game. Aufgrund von Verletzungen war Lechler dabei nicht nur als Punter, sondern auch als Ersatz-Quarterback aufgestellt, kam jedoch in dieser Rolle nicht zum Einsatz. Im folgenden Sugar Bowl verlor Texas A&M mit 14:24 gegen die Ohio State Buckeyes.
Sein letztes College-Jahr beendete Lechler mit 60 Punts für 2.787 Yards, woraus sich ein Durchschnitt von 46,5 Yards pro Punt ergibt. Außerdem konnte er seinen einzigen Field-Goal-Versuch sowie sechs von acht Extrapunkten verwandeln, hinzu kommt ein Lauf über 22 Yards. Für diese Werte wurde er von der Associated Press als All-American ausgezeichnet. Mit einer Bilanz von acht Siegen und drei Niederlagen erreichen die Aggies den Alamo Bowl, diesen verloren sie jedoch mit 0:24 deutlich gegen die Penn State Nittany Lions.

## NFL
Lechler nahm am NFL Draft 2000 teil und wurde dort von den Oakland Raiders als einziger Punter in der 5. Runde an der 142. Stelle ausgewählt.

### Oakland Raiders (2000–2012)
In seiner Rookie-Saison 2000 kam Lechler auf 65 Punts für 2.984 Yards, was 45,9 Yards pro Punt entspricht. Nachdem der etatmäßige Kicker Sebastian Janikowski ausgefallen war, übernahm Lechler am 10. Spieltag im Spiel gegen die Kansas City Chiefs zusätzlich die Rolle des Kickoff Specialists und des Kickers. Dabei konnte er alle sieben Extrapunkte verwandeln, zusätzlich versuchte er sich an einem Field Goal aus 33 Yards, war dabei jedoch nicht erfolgreich. Diese sieben Punkte waren die einzigen, welche Lechler in seiner NFL-Karriere erzielen konnte. Am Ende der Regular Season standen die Raiders bei zwölf Siegen und vier Niederlagen, was Platz eins in der AFC West und somit den Einzug in die Play-offs bedeutete. Dort wurde zunächst die Divisional Round gegen die Miami Dolphins mit 27:0 gewonnen und Oakland erreichte somit die Runde der letzten vier Teams. Im AFC Championship Game musste man sich jedoch den Baltimore Ravens, dem späteren Super-Bowl-Sieger, mit 3:16 geschlagen geben. In den zwei Spielen der Post Season kam Lechler auf zwölf Punts für 549 Yards und somit auf einen Durchschnitt von 45,8 Yards pro Punt. Für seine Leistungen wurde er am Ende der Saison in das All-Rookie-Team der NFL berufen, zusätzlich wurde er als First-team All-Pro ausgezeichnet.
2001 konnten die Raiders bei zehn Siegen und sechs Niederlagen erneut die AFC West für sich entscheiden. In den Play-offs setzten sich die Raiders in der Wild Card Round zunächst mit 38:24 gegen die New York Jets durch, das anschließende Spiel gegen den späteren Super-Bowl-Gewinner New England Patriots ging jedoch mit 13:16 in der Overtime verloren. Lechler selbst kam in der Regular Season auf 73 Punts für 3.375 Yards, dies bedeutet einen Durchschnitt von 46,2 Yards pro Punt. Zusätzlich puntete er in der Postseason elf Mal für 441 Yards, was einem Schnitt von 40,1 Yards pro Punt entspricht. Zum Abschluss der Saison wurde er erstmals in den Pro Bowl gewählt, zusätzlich wurde er als Second-team All-Pro ausgezeichnet.
Zu Beginn der folgenden Saison unterzeichnete er einen neuen Vertrag bei den Raiders, welcher ihm über sechs Jahre verteilt insgesamt bis zu 8,375 Millionen US-Dollar einbringen konnte. In der Saison selbst führte Lechler 53 Punts für 2.251 Yards aus, der Durchschnitt von 42,5 Yards pro Punt ist der niedrigste Saisonwert seiner gesamten Karriere. Zu Beginn der Saison verpasste er die ersten beiden Spiele aufgrund einer Zerrung des Quadriceps und musste durch Kevin Stemke ersetzt werden. Dies waren die einzigen Spiele, welche Lechler in seiner Karriere aussetzen musste. Mit einer Bilanz von elf Siegen und fünf Niederlagen wurde die AFC West erneut gewonnen. Nach einem 30:10 gegen die New York Jets und einem 41:24 gegen die Tennessee Titans wurde der Einzug in den Super Bowl XXXVII erreicht. Dort waren die Tampa Bay Buccaneers der Gegner, die Raiders verloren das Spiel jedoch mit 21:48. Dies sollte gleichzeitig das letzte Postseason-Spiel für Lechler mit den Raiders gewesen sein, da der Einzug in die Play-offs in den folgenden Jahren stets verpasst wurde. In den drei Spielen Playoff-Spielen kam Lechler auf elf Punts für 423 Yards und somit einen Schnitt von 38,5 Yards pro Punt.
In der Saison 2003 erreichte Lechler bei 96 Versuchen insgesamt 4.503 Yards und somit 46,9 Yards pro Punt. Sowohl die Summe der Punting Yards als auch der Durchschnitt stellten einen ligaweiten Saisonbestwert dar, zusätzlich war sein Punt über 73 Yards der weiteste Versuch der gesamten Saison. Während die Raiders mit vier Siegen und zwölf Niederlagen die Play-offs deutlich verpassten, wurde Lechler zum zweiten Mal als First-team All-Pro prämiert.
2004 verpasste Oakland mit fünf Siegen bei elf Niederlagen die Play-offs erneut deutlich. Lechler selbst kam bei 73 Punts auf 3.409 Yards. Der Durchschnitt von 46,7 Yards pro Punt war erneut ein Liga-Bestwert. Diese Leistungen brachten ihm erneut eine Auszeichnung als First-team All-Pro ein, zusätzlich wurde er in den Pro Bowl gewählt.
Mit 45,7 Yards pro Punt war Lechler auch in der Saison 2005 NFL-Spitzenreiter in dieser Kategorie. Hierbei puntete er 82 Mal für 3.744 Yards. Mit vier Siegen bei zwölf Niederlagen waren die Raiders das Schlusslicht in der AFC West.
In der folgenden Saison konnte Lechler bei 77 Punts 3.660 Yards erreichen, dies entspricht einem Durchschnitt von 47,5 Yards pro Punt. Erneut waren die Raiders am Saisonende das schlechteste Team der AFC West, die Bilanz verschlechterte sich auf zwei Siege und 14 Niederlagen.
Im Jahr 2007 stellte Lechler mit 49,1 Yards pro Punt erneut einen ligaweiten Saisonbestwert auf, bei 73 Versuchen kam er auf 3.585 Yards. Für diese Werte wurde er zum dritten Mal in den Pro Bowl berufen, zusätzlich wurde er zum Second-team All-Pro ernannt. Die Raiders schlossen die Saison mit vier Siegen und zwölf Niederlagen ab, dies bedeutete wieder den letzten Platz in der AFC West.

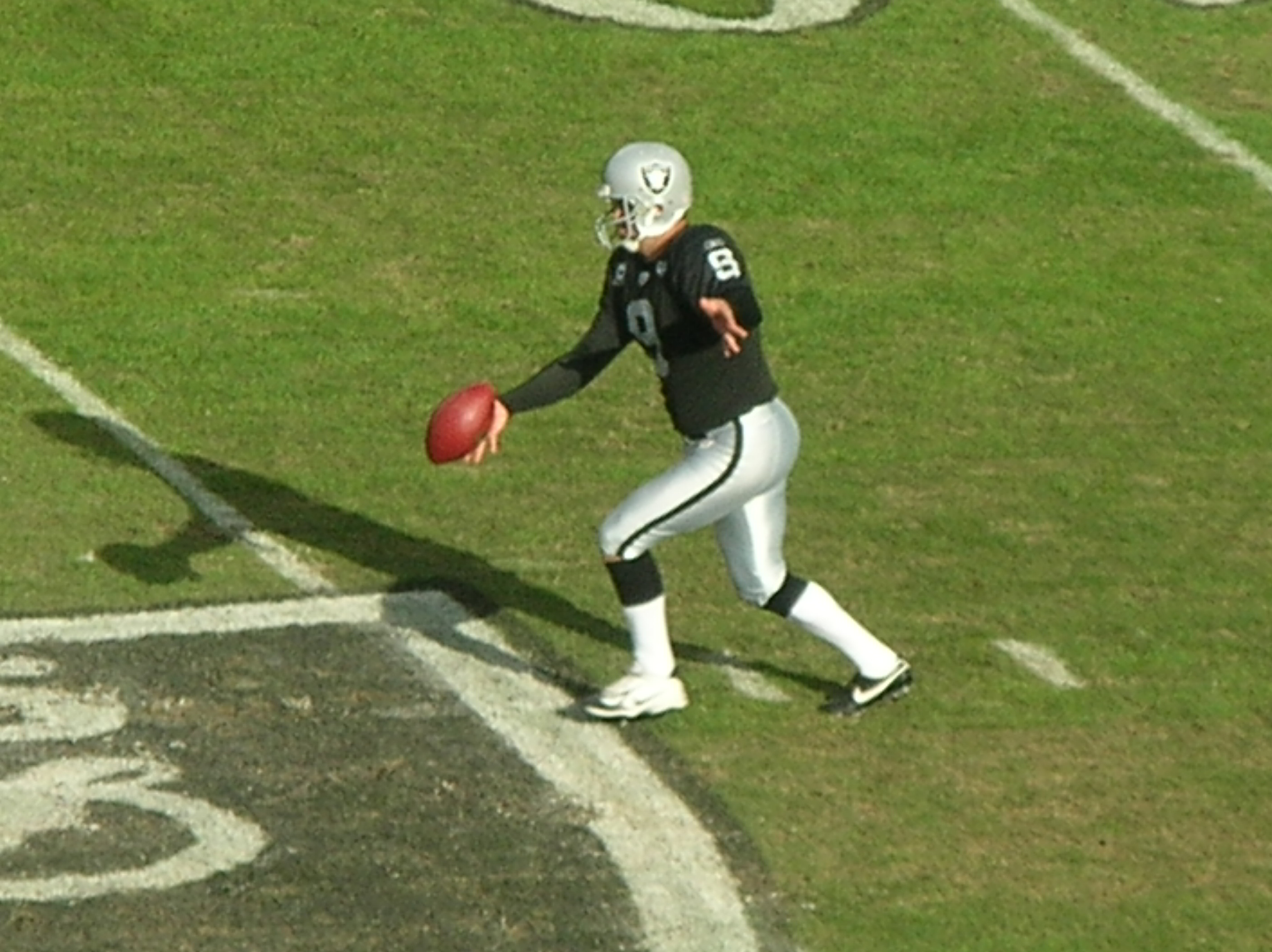
Shane Lechler beim Ausführen eines Punts (2008)

2008 verpassten die Raiders bei fünf Siegen und elf Niederlagen erneut die Play-offs. Lechler erreichte einen Durchschnitt von 48,8 Yards pro Punts, wobei er in 90 Versuchen 4.391 Yards erzielte. Bezüglich des totalen Raumgewinns lag er in der NFL auf Platz 1. Nach Ablauf der Saison wurde er als First-team All-Pro ausgezeichnet, außerdem wurde er abermals in den Pro Bowl berufen.
Vor Beginn der Saison 2009 verlängerte Lechler seinen Vertrag bei den Raiders um weitere vier Jahre, wobei das maximale Gehalt bei 12 Millionen US-Dollar lag. Damit wurde er zu diesem Zeitpunkt zum bestbezahlten Punter der NFL. Bezüglich der Statistiken war die Saison für Lechler die erfolgreichste seiner Karriere. So kam er bei 96 Punts auf 4.909 Yards, was für ihn einen persönlichen Bestwert darstellte, gleichzeitig war dies der höchste Saisonwert unter den NFL-Puntern. Die daraus resultierenden 51,1 Yards pro Punt waren nicht nur eine Saisonbestleistung und Lechlers höchster Schnitt in seiner gesamten Karriere, sondern der zweitbeste Saison-Durchschnitt in der NFL-Geschichte. Dieser Wert wurde lediglich 1940 von Sammy Baugh mit 51,4 Yards pro Punt übertroffen. Erneut schaffte er es, sowohl First-team All-Pro als auch Teil des Pro Bowls zu werden. Mit den Raiders verpasste er jedoch erneut die Play-offs, wobei das Team mit fünf Siegen und elf Niederlagen seine Vorjahresbilanz hielt.

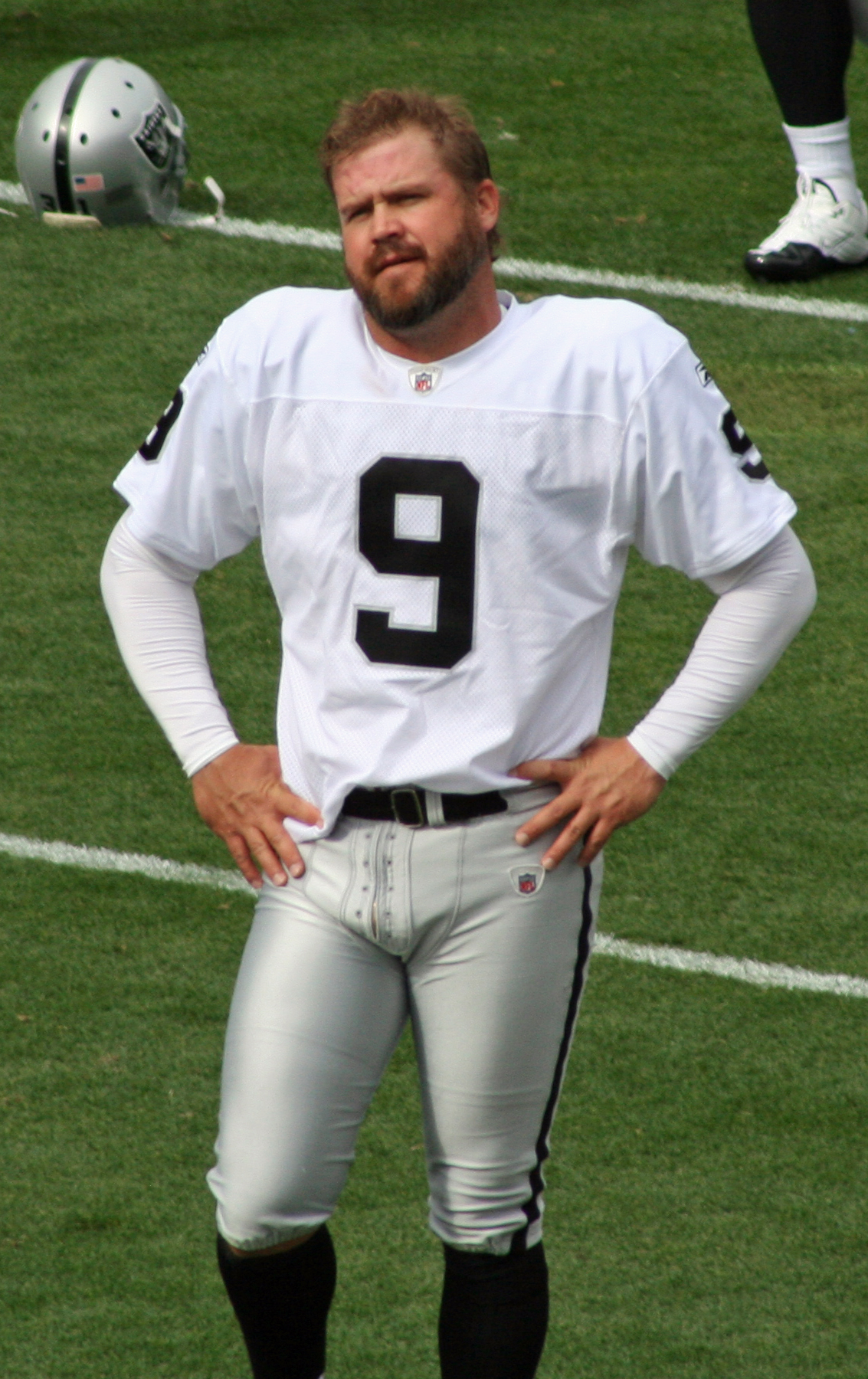
Shane Lechler im Trikot der Oakland Raiders (2010)

2010 kam Lechler auf 77 Punts für 3.618 Yards, was einem Schnitt von 47,0 Yards pro Punt entspricht. Zum dritten Mal hintereinander war er am Ende der Saison sowohl First-team All-Pro als auch Spieler im Pro Bowl. Zwar konnten die Raiders jeweils acht Spiele gewinnen und verlieren, verpassten die Play-offs aber dennoch knapp.
Auch in der Saison 2011 war die Bilanz mit acht Siegen und acht Niederlagen ausgeglichen, was erneut nicht für die Play-offs reichte. Lechler beendete die Saison mit 78 Punts für 3.960 Yards und einem Durchschnitt von 50,8 Yards pro Punt. Erstmals in seiner NFL-Karriere versuchte er sich auch beim Werfen und brachte einen von drei Pässen erfolgreich an. Ein Punt über 80 Yards war zum einen seine Karrierebestleistung, zum anderen der weiteste Punt der Saison. Mit seiner Teilnahme am Pro Bowl 2012 war er zum siebten Mal bei dieser Veranstaltung vertreten, zusätzlich wurde er als Second-team All-Pro ausgezeichnet.
Im folgenden Jahr erzielte er mit 81 Punts einen Raumgewinn von 3.826 Yards, was 47,2 Yards pro Punt entspricht. Zusätzlich gelang ihm ein erfolgreicher Pass. Mit vier Siegen und zwölf Niederlagen verpassten die Raiders die Play-offs deutlich.

### Houston Texans (2013–2017)
Nachdem sein Vertrag bei den Raiders ausgelaufen war, entschied sich Lechler für einen Wechsel zu den Houston Texans. Dort unterschrieb er am 23. März 2013 einen Vertrag über drei Saisons, das maximale Gehalt lag bei 5,5 Millionen US-Dollar. In seiner ersten Saison für die Texans konnte Lechler 88 Punts für 4.189 Yards und somit einen Schnitt von 47,6 Yards pro Punt für sich verbuchen. Auch mit den Texans verpasste er bei zwei Siegen und 14 Niederlagen in der Regular Season die Play-offs deutlich.
In der Saison 2014 kam Lechler auf 46,3 Yards pro Punt, hierbei kam er in 83 Versuchen auf einen Raumgewinn von 3.845 Yards. Zusätzlich war er bei seinem einzigen Passversuch erfolgreich. Zwar wiesen die Texans mit neun Siegen bei sieben Niederlagen am Ende der Regular Season eine positive Bilanz auf, konnten sich aber dennoch nicht für die Play-offs qualifizieren.
2015 musste Lechler zu 95 Punts antreten, wobei er einen Raumgewinn von 4.497 Yards und einen Schnitt von 47,3 Yards pro Punt erreichte. Mit Ablauf der Regular Season standen die Texans erneut bei neun Siegen und sieben Niederlagen, was diesmal allerdings für den Einzug in die Play-offs reichte, da die AFC South gewonnen wurde. In der Wildcard Round traf man auf die Kansas City Chiefs und verlor deutlich mit 0:30. Lechler puntete in diesem Spiel fünf Mal, ein Raumgewinn von 228 Yards bedeutet einen Schnitt von 45,6 Yards pro Punt.
Für die Saison 2016 wurde sein Vertrag mit den Texans für ein weiteres Jahr erneuert, wofür Lechler bis zu 1,8 Millionen US-Dollar erhielt. 72 Punts für 3.423 Yards bedeuteten einen Durchschnitt von 47,5 Yards pro Punt. Wie im Vorjahr gewannen die Texans mit neun Siegen und sieben Niederlagen die AFC South. In der Wildcard Round konnten die Texans Lechlers altes Team, die Oakland Raiders, mit 27:14 besiegen. Das anschließende Spiel in der Divisional Round gegen die New England Patriots, welche später den Super Bowl LI gewinnen konnten, ging jedoch mit 16:34 verloren. In der Postseason kam Lechler auf 44,4 Yards pro Punt, wobei er in 17 Versuchen 755 Yards Raumgewinn erzielte.
Auch für die Spielzeit 2017 erhielt Lechler einen neuen Einjahresvertrag über maximal zwei Millionen US-Dollar bei den Texans. Bei einem Durchschnitt von 49,0 Yards pro Punt konnte Lechler in 92 Punts einen Raumgewinn 4.507 Yards erzielen, letzterer Wert war in dieser Saison der höchste in der NFL. Die Texans selbst konnten nicht an ihre vorherigen Leistungen anknüpfen und verpassten mit vier Siegen und zwölf Niederlagen die Play-offs.
Am 8. März 2018 verpflichteten die Texans Lechler für eine weitere Saison. Während der Preseason gaben die Texans jedoch am 31. August 2018 bekannt, dass Lechler entlassen wurde. Nachdem er als Free Agent kein neues Team gefunden hatte, gab Lechler am 30. März 2019 offiziell sein Karriereende bekannt.

## Rekorde und Auszeichnungen
Insgesamt kam Lechler während seiner Karriere auf 1.444 Punts in der Regular Season, womit er in der ewigen NFL-Rangliste für die meisten Punts Platz drei hinter Jeff Feagles und Andy Lee belegt. Hierbei erzielte er einen Raumgewinn von 68.676 Yards, dieser Wert bedeutet in der NFL-Geschichte den zweiten Platz hinter Feagles.
Mit einem Durchschnitt von 48,6 Yards pro Punt in der Regular Season war Lechler bis einschließlich zur Saison 2022 der NFL-Rekordhalter für die meisten Yards pro Punt unter allen Puntern mit mindestens 250 Versuchen. Mit Ablauf der Saison 2023 wurde er in dieser Kategorie sowohl von A. J. Cole III als auch von Michael Dickson überholt.
Von der Pro Football Hall of Fame wurde Lechler sowohl 2010 als auch 2020 in das All-Decade Team gewählt, in welchen die besten Spieler des vorangegangenen Jahrzehnts ausgezeichnet werden. Zum 100. Jubiläum der NFL wurde er außerdem in die Liste der 100 besten Spieler aller Zeiten aufgenommen. Neben ihm war Ray Guy der einzige Punter, dem diese Ehre zuteilwurde.

## Privates
Seit 2001 ist Shane Lechler mit seiner Frau Erin verheiratet, die er 1997 an der Texas A&M University kennengelernt hat, wo Erin Volleyball spielte. Das Paar hat zwei Töchter.
Sein Bruder Derek war ebenfalls als Punter für die Texas A&M University aktiv, musste seine Karriere aber aufgrund einer Knieverletzung beenden.